# Związek Ludowo-Narodowy

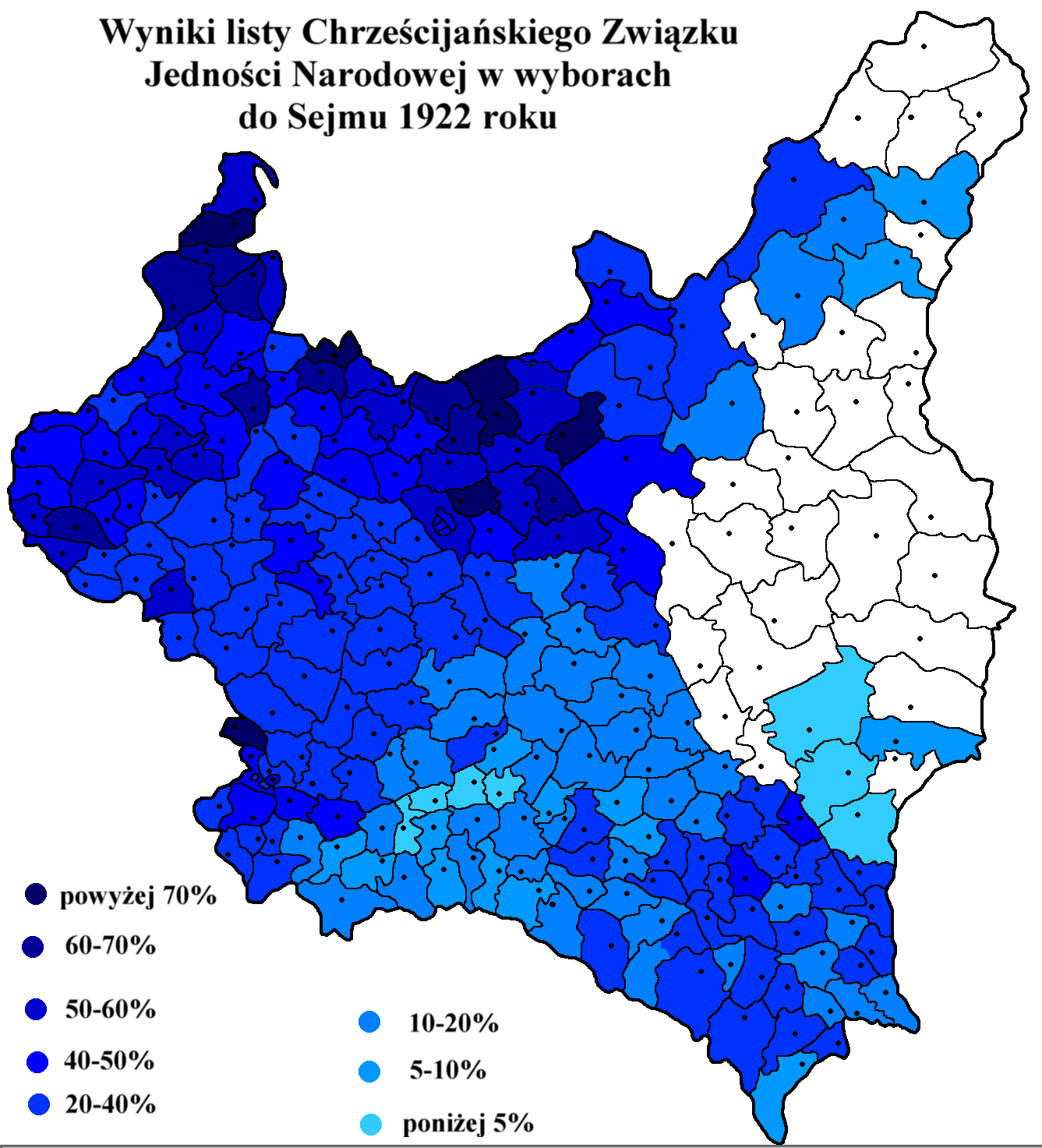
Wyniki listy Chrześcijańskiego Związku Jedności Narodowej w wyborach do Sejmu 1922 roku

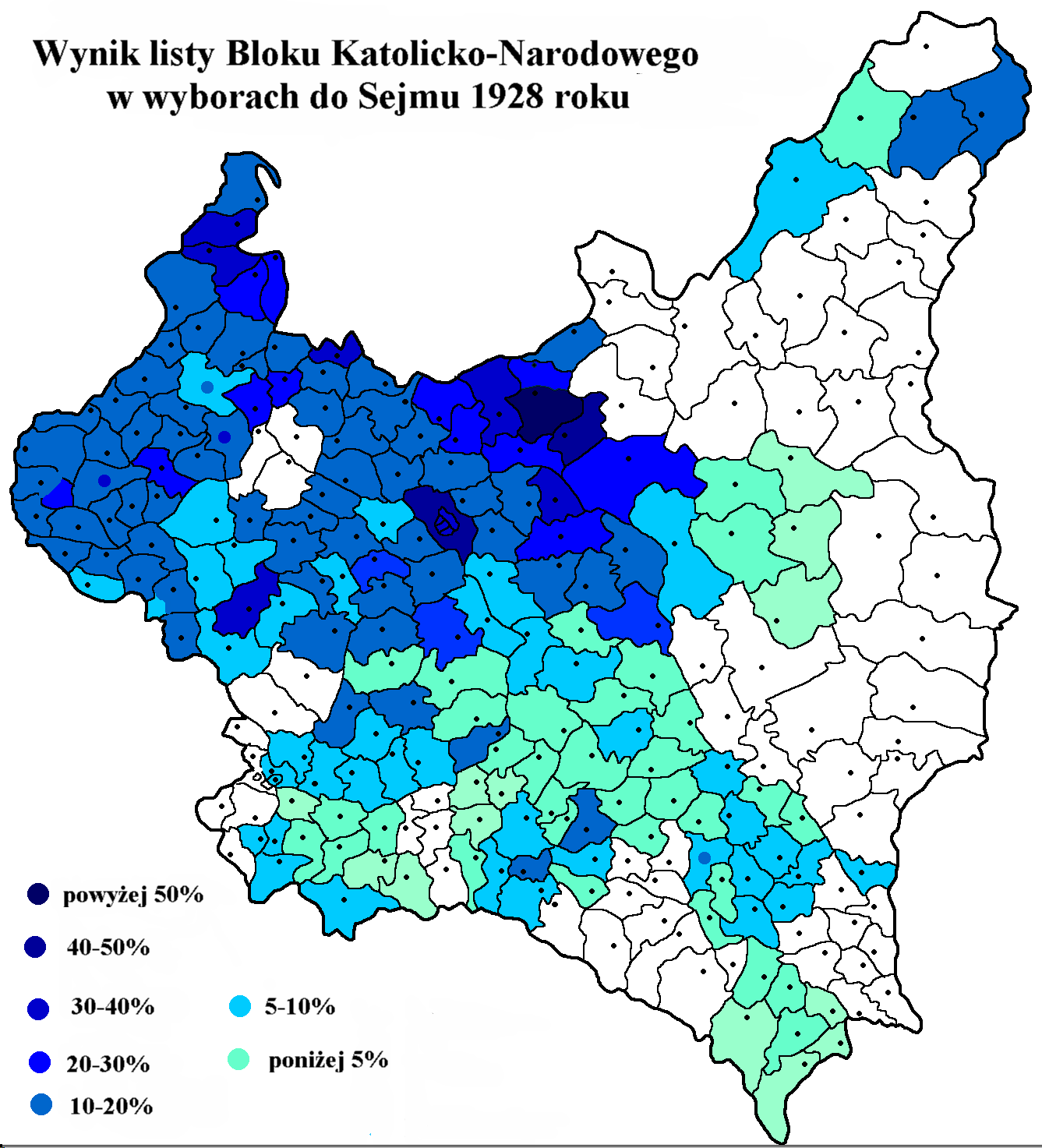
Wyniki listy Bloku Katolicko-Narodowego w wyborach do Sejmu 1928 roku

Związek Ludowo-Narodowy – polska partia polityczna działająca w II Rzeczypospolitej, zrzeszająca polityków prawicowych o poglądach narodowych (endecja), a także konserwatywnych i chadeckich.
W latach 1919–1926 stronnictwo odnosiło sukcesy wyborcze, jednakże na skutek braku porozumienia z innymi ugrupowaniami nie mogło samo sprawować rządów. Mogło jedynie wprowadzać pojedynczych, wykwalifikowanych ministrów (np. w resortach skarbu, oświaty czy spraw zagranicznych) do kolejnych powstających po 1923 rządów z chadekami i ludowcami (Chjeno-Piast). W wyborach prezydenckich wystawiali własnego kandydata – Maurycego hr. Zamoyskiego jako przeciwwagę dla Gabriela Narutowicza i Stanisława Wojciechowskiego, działacza PSL „Piast”.
Po przewrocie majowym stopniowo traciło na znaczeniu na skutek represji obozu piłsudczyków. Rozpoczęły się kłopoty wewnętrzne i rozłamy, dodatkowo nasilane przez represje ze strony obozu sanacyjnego. W 1928 przekształciło się w Stronnictwo Narodowe.

## Geneza
Początki ZLN jako ugrupowania politycznego można dostrzegać w grudniu 1918. Wówczas to, tuż przed wyborami, powstał Narodowy Komitet Wyborczy Stronnictw Demokratycznych. W wyborach w 1919 sojusz ten uzyskał 109 mandatów (w większości posłowie pochodzili z Wielkopolski). Prezesem Klubu Poselskiego został Wojciech Korfanty, wiceprezesami – Stanisław Grabski, Konstanty Kowalewski i Józef Teodorowicz. W lutym 1919 nastąpiło przekształcenie w Związek Sejmowy Ludowo-Narodowy.

## Początki
ZLN został założone w maju 1919 na I Zjeździe Związku Ludowo-Narodowego. Początkowo ZLN był federacją partii politycznych, jednak w lecie 1919 miały miejsce secesje w Związku Sejmowym Ludowo-Narodowym. Oddzielił się Chrześcijańsko-Narodowy Klub Robotniczy. Wobec tego ZLN zmienił charakter, stając się jednolitym ugrupowaniem. Zostało to potwierdzone na II Zjeździe w październiku 1919.
W styczniu 1919 grupa endeków próbowała dokonać zamachu stanu, chcąc obalić lewicowy rząd Jędrzeja Moraczewskiego. W nieudanej próbie przewrotu udział wzięli Marian Januszajtis-Żegota i Eustachy Sapieha.
16 stycznia 1919 powstał bezpartyjny rząd Ignacego Paderewskiego, w skład którego weszli przedstawiciele ZLN: Władysław Seyda (minister dzielnicy „pruskiej”), Józef Englich (minister skarbu), ks. Antoni Stychel (wicemarszałek Sejmu). Kiedy wiosną 1920 na wschodzie sytuacja na froncie stała się krytyczna, ZLN zaatakował Piłsudskiego, stając się jednym z inspiratorów powstania Rady Obrony Państwa, w skład której z ramienia endecji wszedł Roman Dmowski.
W tym czasie program ZLN można zamknąć w kilku punktach:
- nacjonalizm,
- jedność narodu,
- likwidacja podziałów klasowych,
- głównym zagrożeniem dla państwa polskiego są Niemcy,
- postulowanie umiarkowanej ekspansji na wschód,
- gospodarka o kształcie prywatno-kapitalistycznym, sprzeciw wobec państwowego interwencjonizmu, poparcie dla ubezpieczeń robotniczych i reformy rolnej, ale sprzeciw wobec przymusowej parcelacji ziem,
- kultywowanie polskiej tradycji, ducha religijnego i narodowego,
- szczególna pozycja w państwie Kościoła katolickiego,
- wzmocnienie władzy parlamentu, a osłabienie prezydenta.

Endecja miała bardzo silne wpływy pośród powstańców wielkopolskich, ale niezbyt mocną pozycję w Kongresówce, stąd w styczniu 1919 zdecydowała się na kompromis z Piłsudskim i tolerancyjny stosunek wobec kolejnych rządów. Kiedy w lecie 1920 powstał rząd Wincentego Witosa, uzyskał on pełne poparcie ZLN. Pomimo tego w latach 1919–1921 partia ta faktycznie nie podejmowała walki o władzę.
Od II połowy 1921 do początku 1922 ZLN zajmował zdecydowanie opozycyjne stanowisko względem Naczelnika Państwa oraz kolejnych rządów centrowych – rozpoczęła się ofensywa polityczna ZLN. Przed wyborami 1922 powstał szeroki blok prawicowy Chrześcijański Związek Jedności Narodowej, nazywany Chjeną przez jego przeciwników. W jego skład weszły: ZLN, Narodowe Stronnictwo Rolnicze, Polskie Stronnictwo Chrześcijańskiej Demokracji, Narodowo-Chrześcijańskie Stronnictwo Ludowe. W Sejmie ugrupowaniu temu udało się zdobyć 98 mandatów (22%), a w Senacie – 29 miejsc (26%).
Wyborcy z całego obszaru Polski wybierali 444 posłów, z czego 372 z list okręgowych, zaś 72 z list państwowych. Kraj podzielono na 64 okręgi wyborcze.
Okręgi wyborcze, w których lista Chrześcijańskiego Związku Jedności Narodowej uzyskała 5 listopada 1922 co najmniej 50% mandatów:
- 1. Okręg nr 1 Warszawa (miasto) – 41,75% i 7 mandatów na 14
- 2. Okręg nr 2 Warszawa (powiat) – 55,41% i 4 mandaty na 5
- 3. Okręg nr 3 Siedlce – 54,84% i 4 mandaty na 4
- 4. Okręg nr 4 Ostrów – 51,74% i 3 mandaty na 4
- 5. Okręg nr 6 Grodno – 27,15% i 2 mandaty na 4
- 6. Okręg nr 7 Łomża – 55,80% i 4 mandaty na 4
- 7. Okręg nr 8 Ciechanów – 54,96% i 4 mandaty na 5
- 8. Okręg nr 9 Płock – 46,84% i 3 mandaty na 5
- 9. Okręg nr 11 Łowicz – 34,70% i 3 mandaty na 5
- 10. Okręg nr 12 Błonie – 34,52% i 3 mandaty na 6
- 11. Okręg nr 14 Łódź (powiat) – 35,90% i 3 mandaty na 6
- 12. Okręg nr 15 Konin – 32,83% i 3 mandaty na 6
- 13. Okręg nr 17 Częstochowa – 31,60% i 3 mandaty na 6
- 14. Okręg nr 18 Piotrków Tryb. – 37,90% i 3 mandaty na 5
- 15. Okręg nr 19 Radom – 34,26% i 3 mandaty na 6
- 16. Okręg nr 25 Biała Podlaska – 31,78% i 2 mandaty na 4
- 17. Okręg nr 29 Tczew – 62,19% i 4 mandaty na 5
- 18. Okręg nr 30 Grudziądz – 46,86% i 2 mandaty na 4
- 19. Okręg nr 31 Toruń – 56,12% i 4 mandaty na 5
- 20. Okręg nr 32 Bydgoszcz – 47,22% i 3 mandaty na 6
- 21. Okręg nr 33 Gniezno – 48,37% i 3 mandaty na 5
- 22. Okręg nr 34 Poznań (miasto) – 75,74% i 4 mandaty na 4
- 23. Okręg nr 35 Poznań (powiat) – 50,77% i 3 mandaty na 4
- 24. Okręg nr 36 Szamotuły – 46,85% i 3 mandaty na 5
- 25. Okręg nr 37 Ostrów Wlkp. – 37,65% i 3 mandaty na 6
- 26. Okręg nr 38 Huta Królewska – 40,73% i 3 mandaty na 5
- 27. Okręg nr 40 Cieszyn – 38,45% i 4 mandaty na 7
- 28. Okręg nr 41 Kraków (miasto) – 37,75% i 2 mandaty na 4
- 29. Okręg nr 50 Lwów (miasto) – 42,79% i 2 mandaty na 4

Natomiast porażkę poniosła w jedenastu okręgach wyborczych (nr 59 – Brześć Litewski, nr 46 – Jasło, nr 56 – Kowel, nr 28 – Krasnystaw, nr 58 – Krzemieniec, nr 57 – Łuck, nr 61 – Nowogródek, nr 60 – Pińsk, nr 64 – Święciany, nr 45 – Tarnów i nr 27 – Zamość), gdzie ChZJN nie uzyskał ani jednego mandatu.
Na forum Zgromadzenia Narodowego miała później miejsce „bitwa” o prezydenta. Kandydat endecji, Maurycy Zamoyski przegrał jednak z Gabrielem Narutowiczem, który został zamordowany przez fanatycznego zwolennika prawicy, Eligiusza Niewiadomskiego.

## Lata 1923–1928
17 maja 1923 miało miejsce podpisanie tzw. paktu lanckorońskiego, w którym uczestniczyli przedstawiciele ZLN, Chrześcijańsko-Narodowego Stronnictwa Pracy i PSL „Piast”. Było to porozumienie partii prawicowych i centrowych, w którym uregulowano m.in. kwestie kolonizacji na kresach wschodnich, przeznaczenie tek rządowych wyłącznie dla Polaków i rozprawienie się z lewicą. Efektem tego porozumienia był tzw. rząd Chjeno-Piasta, który powstał 28 maja 1923. Na jego czele stał Witos, a z ramienia ZLN znaleźli się w nim Stanisław Głąbiński, Seyda i Korfanty.

### Program
W latach 1923–1926 działalność ZLN oparta była na dwóch równolegle realizowanych koncepcjach politycznych:
- działania dążące do odnowienia i utrzymania centroprawicowej koalicji rządowej,
- przygotowywanie akcji przejęcia władzy siłą.

Polityka zagraniczna opierała się na orientacji profrancuskiej i antyniemieckiej. Na wschodzie postulowano inkorporację do państwa polskiego części ziem zabranych, czyli ziem zaboru rosyjskiego łącznie z Wileńszczyzną. ZLN opowiadał się za narodowościowym państwem polskim, mniejszości narodowe miały podporządkować się interesom narodu polskiego jako gospodarza tych ziem.
Bazę społeczną ówczesnego ZLN stanowili przede wszystkim:
- mieszkańcy miast (głównie burżuazja, drobnomieszczaństwo, inteligencja),
- ziemiaństwo – pod jego wpływem również i część chłopstwa oddawała swe głosy na ZLN.

### Rejony o największym poparciu Narodowej Demokracji
- Pomorze
- Wielkopolska
- Warszawa
- Górny Śląsk

### Dalsza działalność
26 października 1924 miał miejsce IV Kongres ZLN, na którym pojawiły się postulaty rozwoju i wzmocnienia stronnictwa, zwiększenia wewnątrzpartyjnej dyscypliny. Powołano wydziały robotniczy i wiejski w celu zwiększenia liczby zwolenników. Zdecydowano, iż w razie dojścia przez ZLN do władzy, komuniści zostaną pozbawieni biernego prawa wyborczego. Wybrano także Radę Naczelną (której prezesem został Stanisław Głąbiński) oraz 30-osobowy Zarząd Główny.
13 listopada 1925 upadł rząd Grabskiego, jego miejsce zajmuje Aleksander Skrzyński, w jego gabinecie przedstawiciele ZLN, Chrześcijańskiej Demokracji, Narodowej Partii Robotniczej, PSL „Piast” i Polskiej Partii Socjalistycznej. Z ramienia ZLN – Jerzy Zdziechowski (minister skarbu), Stanisław Grabski (minister wyznań i oświaty).
W 1925 ZLN przyjął swój statut, w którym stwierdzono iż do ZLN przyjmowani są tylko Polacy, będący chrześcijanami, uznający program partii, jego statut, regulamin i uchwały stronnictwa.
10 maja 1926 powstał trzeci rząd Witosa, w którym ponownie teki objęli Zdziechowski i Stanisław Grabski. Jego powstanie było jednym z powodów przeprowadzenia przez Piłsudskiego zamachu stanu. Od 1926, w odpowiedzi na przejęcie władzy przez sanację, postulowano jedność polskich ruchów nacjonalistycznych. Jednak ich część wyraźnie się radykalizowała – 4 grudnia 1926 powstał Obóz Wielkiej Polski, który miał w zamyśle jego twórców zastąpić ZLN.
7 października 1928 ZLN, osłabione przez sanacyjne represje, przestało istnieć. Zastąpiło je Stronnictwo Narodowe.

## Władze i struktura
Struktura regionalna partii składała się z:
- zarządów wojewódzkich,
- rad powiatowych, wyłaniających zarządy powiatowe,
- kół wiejskich (gminnych) i miejskich – na czele z prezesem lub zarządem koła z prezesem.

Najwyższym ciałem partyjnym była Rada Naczelna. Na II zjeździe ustalono, iż składała się ona z wszystkich posłów ZLN, 100 członków wybieranych przez Zjazd oraz po jednym delegacie z każdego powiatu. Później zmieniono skład na: posłowie ZLN, 60 członków wybieranych przez Zjazd i po 3 delegatów z województw. Rada Naczelna wybierała 5-osobowe prezydium – Zarząd Główny, który wyłaniał prezesa.
Tytuły prasowe zbliżone do ZLN: „Gazeta Warszawska”, „Przegląd Narodowy”, „Przegląd Wszechpolski”, „Gazeta Poranna”, „Myśl Narodowa”, „Słowo Polskie”.

### Prezesi Zarządu Głównego[1]
|    | Portret | Imię i nazwisko   | od   | do   |
| -- | ------- | ----------------- | ---- | ---- |
| 1. |         | Stanisław Grabski | 1919 | 1923 |
| 2. |         | Stanisław Kozicki | 1923 | 1924 |
| 3. |         | Jan Załuska       | 1924 | 1927 |

### Prezesi Rady Naczelnej[1]
|      | Portret | Imię i nazwisko     | od   | do   |
| ---- | ------- | ------------------- | ---- | ---- |
| 1.   |         | Stanisław Głąbiński | 1919 | 1923 |
| 2.   |         | Jan Zamorski        | 1923 | 1923 |
| (1.) |         | Stanisław Głąbiński | 1923 | 1927 |

## Zjazdy

### I Zjazd[2]
11-12 maja 1919 r. w Warszawie odbył się I Zjazd Związku Ludowo-Narodowego z udziałem 3500 delegatów z całej Polski. 
Zjazd rozpoczął się nabożeństwem polowym w ogrodzie botanicznym. Nabożeństwo odprawił ks. poseł Stychel. Kazanie wygłosił poseł Lutosławski. Obrady toczyły się w Dolinie Szwajcarskiej. Otworzył je przemową Wojciech Korfanty. 
Zjazd wysłał depeszę do ks. Prymasa, arcybiskupa gnieźń. pozn. ks. Dalbora, delegacje do Paderewskiego i marszałka Trąmpczyńskiego. Potem, po uczczeniu poległych za Polskę wysłuchał referatów.

#### Podstawy życia i wychowania narodowego.
Referat pierwszy o "podstawach życia i wychowania narodowego" wygłosił ks. arcybiskup Teodorowicz, przedkładając następującą uchwaloną przez Zjazd rezolucję:
Zjazd stwierdza, że Polska dzisiaj tak jak i zawsze jest przybytkiem wolności sumienia. Dając wszelką swobodę każdemu w dziedzinie wiary i religii, Zjazd uznaje, że Kościołowi katolickiemu należy się w Państwie Polskim stanowisko, odpowiadające jego Boskiemu założeniu i całkowita nieskrępowana wolność.
Zjazd uznaje, że fundamentem wychowania zwłaszcza musi być wiara i religia i że szkoła musi w kierunku swoim odpowiadać wierze i religii rodziców dzieci. Pragnąc wychowania religijnego naszych dzieci:
1. Uznajemy za szkodliwe wszelkie programy, które pod przykrywką wolności sumienia chcą zepchnąć religię do rzędu przedmiotów nadobowiązkowych.
2. Potępiamy dążności do usunięcia praktyk religijnych z dzisiejszej szkoły. Szkoła ma za zadanie nie tylko oświecać, ale i kształcić charaktery, więc praktyki religijne, urabiając sumienie i duszę, muszą dopełnić samą naukę religii i z nią się ściśle wiązać.
3. Potępiamy stanowczo system, który wiedzy i nauczania używa jako środka do partyjnych celów i w serca dzieci wszczepia przewrotne zasady i niewiarę.
4. Powinnością jest państwa zarówno dbać o to, by nie odstręczać szerokich mas od nauki, przez takie jej zatruwanie, jak i o to, by poręczyć rodzinie nieskazitelność wszczepianych przez nie zasad religijnych w całym systemie publicznego nauczania.

#### Polska polityka zewnętrzna
O zasadach polskiej polityki zewnętrznej referowali Stanisław Głąbiński i Konstanty Kowalewski. Pod wpływem tych przemówień Zjazd uchwalił:
1. Zjednoczenie wszystkich ziem polskich w jednym niepodległym państwie jako ostoi pokoju i cywilizacji w Europie Środkowej.
2. Podziękowanie państwom Koalicji Zachodniej za przyznanie Polsce w traktacie pokojowym ziem dawnego zaboru pruskiego wraz z Górnym Śląskiem, a jednocześnie zgłoszono uwagi w sprawie decyzji dotyczących Gdańska i okolic, powiatów sycowskiego i namysłowskiego na Śląsku Średnim oraz Mazur.
3. Dążenie do rozstrzygnięcia na rzecz Polski sprawy Śląska Cieszyńskiego wraz z ziemią Spiską i Orawską oraz Galicji Wschodniej.
4. Domaganie się przyznania pełnego wynagrodzenia świadczeń wojennych i szkód wyrządzonych na ziemiach polskich w czasie wojny, i przez bandy ukraińsko-pruskie w Galicji Wschodniej oraz powetowania strat spowodowanych zabijaniem i więzieniem Polaków
5. Żądanie przyznania Polsce miejsca w Wydziale Wykonawczym Ligi Narodów Jako Państwu i Narodowi sprzymierzonemu, największemu i najbardziej zagrożonemu w Europie Środkowej.
6. Zjazd wyraża podziękowanie i wdzięczność Komitetowi Narodowemu w Paryżu oraz jego prezesowi R. Dmowskiemu a także I. Paderewskiemu za reprezentowanie państwa polskiego wobec państw Koalicji Zachodniej.

#### Polityka wewnętrzna
Po referatach posłów Stanisława Grabskiego i Krzywkowskiego w sprawie polityki wewnętrznej jednomyślnie uchwalono:
1. Poparcie dla armii polskiej walczącej o ustalenie granic Rzeczypospolitej.
2. Zjednoczenia w jedną całość państwową wszystkich ziem, na których ludność polska stanowi większość, bądź wiekową pracą cywilizacyjną wycisnęła piętno polskości.
3. Ochronę Rzeczypospolitej przed rozkładem wewnętrznym, do którego przyczyniają się hasła nienawiści klasowej oraz walki partyjne.
4. Ustalenie porządku państwowego, opartego na ścisłym wykonywaniu praw i sprawiedliwego porządku społecznego, wynikającego z religii Chrystusowej.
5. Ochronę mienia i zarobków ogółu polskiego przed wyzyskiem niesumiennych spekulantów, a majątku narodowego przed zaborczością obcych kapitałów.
6. Przeprowadzenie reform rolnych tak, by znikła nadmierna nierówność we władaniu ziemią, a podstawą rolnictwa polskiego stały się zaopatrzone w odpowiednią ilość gruntu gospodarstwa włościańskie.
7. Podniesienie polskiego rzemiosła i handlu oraz zapewnienia robotnikom sprawiedliwego udziału w wytwarzanym przy ich pracy dochodzie społecznym i skutecznego zabezpieczenia bytu ustawami państwowymi.

Właśnie tym celom miała służyć podjęta decyzja o stworzeniu na wszystkich ziemiach polskich i wśród wszystkich stanów i zawodów organizacji pod nazwą Związku Ludowo-Narodowego Rzeczpospolitej Polskiej.

#### O pracach w Sejmie
O pracy Związku Ludowo-Narodowego w Sejmie mówił Władysław Seyda po czym uchwalono rezolucję wyrażającą posłom Związku zupełne zaufanie i proszącą, aby dotychczasowymi drogami w polityce i na przyszłość kroczyli.

#### Praca kobiet[3]
Gabriela Balicka wygłosiła referat na temat udziału kobiet w życiu narodowym i zgłosiła rezolucję tej treści:
Zjazd wita z radością i uznaniem kobiety najszerszych warstw, które dziś z głębokim zrozumieniem potrzeby chwili stanęły do pracy narodowej i wyraża przekonanie, że i nadal kobiety polskie w życiu narodowym czynną będą grać rolę, wnosząc w nie swoje przywiązanie do wiary ojców, gorące umiłowanie Ojczyzny, zapał i gotowość do ofiar dla urzeczywistnienia jej ideałów.

#### Sprawa rolna
Sprawę rolną referowali Janeczek i prof. Staniszkis. Zjazd uznał dotychczasowe stanowisko reprezentowane przez Klub Związku Ludowo-Narodowego w Sejmie. Wyraził też przekonanie, że przechodzenie w ręce drobnej własności powinno być uregulowane przez:
1. Kontrolę państwa nad handlem ziemią i przyznanie mu prawa pierwokupu.
2. Utworzenie urzędu kolonizacyjnego i banku rolnego.
3. Rozprzedaż ziemi skarbowej, majątków donacyjnych, jak również należących do byłych dynastii panujących.
4. Przez zniesienie ordynacji.
5. Przez rozprzedaż ziemi dobrowolnie zaofiarowanej po cenach i na warunkach przez państwo ustanowionych.
6. Rozprzedaż innych gruntów, wykupywanych w razie potrzeby przymusowo, zaczynając od ordynacji, majątków wydzierżawionych, źle zagospodarowanych i największych.

W sprawie lasów Zjazd delegatów był za wprowadzeniem ścisłej kontroli państwowej nad gospodarką leśną i nad cenami produktów leśnych, oraz za upaństwowieniem lasów ochronnych, szczególnie ważnych dla okolic górskich i piaszczystych, tudzież dla regulacji rzek.

#### Sprawa robotnicza
O sprawie robotniczej mówili L. Gdyk i L. Czerniewski. Ks. Kaczyński zapoznał uczestników zjazdu z pracami sejmowej komisji ochrony pracy i organizacji Związku Ludowo-Narodowego w Polsce.

#### Sprawa przemysłu, rzemiosła i kupiectwa
Referował p. Filipowicz i poseł Rudnicki. Uchwalono rezolucje domagające się krzewienia rzemiosła, handlu i przemysłu oraz odpowiedniego ustawodawstwa. 

#### W sprawie organizacji Związku Ludowo-Narodowego
Uchwalono tworzenie kół gminnych, powiatowych, otworzenie centralnego biura w Warszawie, przyjęto program Związku i regulamin kół.

### II Zjazd (I Wszechpolski)[4]
Obrady II Zjazdu zaczęły się 26 października 1919r. Uczestniczyło w nim 8000 ludzi. Na plan pierwszy wysunięto hasło „potęgi narodu i państwa polskiego”. Przewodniczącym Zjazdu został W. Grabski, zaś jego zastępcą K. Kowalewski. Po powitaniach przystąpiono do omówienia zagadnień dotyczących: programu ZLN (S. Grabski), działalności sejmowej ZLN (S. Głąbiński), niebezpieczeństw grożących Polsce (M. Seyda) oraz zadań narodowych kobiety polskiej ( Hejdukowska). 
Program ZLN uchwalono na ostatnim dniu obrad. Zwrócono się w nim do ogółu narodu polskiego bez względu na różnice klasowe i stanowe, do utrwalenia odzyskanej niepodległości.
Stanisław Głąbiński, przedstawiając działalność sejmową ZLN, zwrócił uwagę na: dążenie do zjednoczenia wszystkich ziem polskich, do zaprowadzenia ładu i porządku w kraju oraz doprowadzenie do sojuszu Polski z Anglią, Francją, Stanami Zjednoczonymi, Włochami, które decydowały i będą decydować o polskim losie i o losach świata. Posłowie ZLN upomnieli się o ziemie Wileńską, Grodzieńską, Mińsk, Galicję Wschodnią, Spisz, Orawę, Śląsk Górny i Cieszyński. Domagali się utworzenia silnej armii i powołania sześciu roczników.  Ponadto zaproponowali odprawienie wszystkich urzędników, a na ich miejsce przyjęcie tylko tych, którzy sumiennie wykonują swoje obowiązki.
S. Głąbiński podkreślił, że ZLN wniósł własny projekt konstytucji oraz postulował roczną parcelację obejmującą kilkaset tysięcy morgów ziemi, długotrwałe kredyty dla nabywców parcel na zagospodarowanie się, poddanie parcelacji kolejno dóbr państwowych, ordynackich, ziemi Banku Włościańskiego i Komisji Kolonizacyjnej, konieczność zniesienia monopolu. Mówił, że ZLN posiadał program narodowy w przeciwieństwie do innych stronnictw, które przyszły z programami partyjnymi, w związku z czym nie mógł stworzyć większości sejmowej.
Marian Seyda wskazał na niebezpieczeństwa, które Polsce groziły, na słabość państwa polskiego. Wskazywał na niebezpieczeństwa które groziły Polsce ze strony Niemiec które wzięły się do pracy nie dla spłacenia kosztów nałożonych na nich przez państwa sprzymierzone, ale dla przygotowania się do odwetu. Wskazywał też że kwestia granic była nieuregulowana, która zmuszała Polskę do "trzymania nieustannie broni u nóg w obronie naszych granic i ziem do których posiadamy nieprzedawnione prawa". Mówił też o zagrożeniu z widma przymierza niemiecko-rosyjskiego i o zaprowadzeniu w kraju porządku i zorganizowania administracji.
Ostatnia referentka, Hejdukowska, w swoim wystąpieniu nawoływała do zasilenia szeregów Narodowej Organizacji Kobiet. Zadania narodowe kobiety polskiej realizowane powinny być w myśl hasła: „Bóg i Ojczyzna”.
II Zjazd uchwalił też statut partii. Zagadnienia organizacji ZLN, regulamin i zadania kół zreferowane zostały przez J. Zamorskiego. Organizację terenowych ogniw Związku powierzono K. Wierczakowi, pełniącemu funkcję sekretarza generalnego ZLN. Wybrano także Radę Naczelną ZLN, w skład której weszli posłowie klubu parlamentarnego oraz delegaci organizacji powiatowych. Przyjęto propozycję K. Wierczaka o opodatkowaniu na cele Związku.

### III Zjazd[5]
3-4 lipca 1921 r. w Częstochowie obradował III Zjazd Wszechpolski. Na jego przewodniczącego wybrano J. Zamorskiego. Zasadnicze referaty wygłosili posłowie: dr J. Załuska, ks. K. Lutosławski, prof. S. Grabski.
Pierwszy referat wygłosił J. Załuska, który przedstawił historię ruchu ZLN, istniejącego pod nazwą Narodowej Demokracji od lat trzydziestu. Mówił, że konsekwencje i systematyczność przywódców ruchu narodowo-demokratycznego doprowadziła Polskę do tego stopnia uświadomienia, że gdy wybuchła wojna, naród potrafił w większości zrozumieć jak trudne stanęło zadanie przed nim do wykonania, dzięki temu wywalczył sobie zjednoczenie i niepodległość.
Po pośle J. Załusce głos zabrał ks. K. Lutosławski, stwierdzając, że „nie pycha, lecz słuszna, godziwa duma w inna zagościć w sercach tych, którzy są z tym ruchem związani”. Omawiając istniejące stosunki zwrócił uwagę na fakt, że ogółem dobrobyt rośnie: „Polakom w Polsce jest dobrze, lecz Polsce z Polakami źle”. W obecnym rządzie dostrzegał cele partyjne i osobiste, a nie interesy państwa. Jego zdaniem rząd powinien dbać o dobro całości, być „czujny, energiczny, rozumny i uczciwy”. Mówca podkreślał, że rząd lekceważy to, iż nie posiada większości. Dlatego też w narodzie powinna znaleźć się siła, która zmusi tę instytucję, aby wysłuchała jego głosu.
Tematem rozważań S. Grabskiego był problem, jakim i drogami powinien pójść naród, aby zapewnić sobie odpowiednią przyszłość. Przedstawiając bolączki życia państwowego mówca szczególną uwagę poświęcił kwestiom finansowym i walutowym, które znalazły się w złym stanie w Polsce. Jako środki zaradcze obecnej sytuacji zaproponował: zniesienie etatyzmu, podniesienie podatków, oszczędność w wydatkach, zaprzestanie wydawania pieniędzy na rzeczy niepotrzebne, a niekiedy nawet szkodliwe dla państwa np. straż kresową. Szczególne oszczędności powinny być zaprowadzone w wojsku, gdzie nadużycia są bardzo liczne z powodu braku kontroli nad wydatkami. S. Grabski dostrzegał ważność zadania, jakie stanęło przed Polską na Kresach Wschodnich. Zabezpieczenie tych terenów widział w polskim osadnictwie, które do tej pory przez wojsko przeprowadzane było w sposób niewłaściwy.
Sprawozdanie z działalności klubu sejmowego przedstawił poseł J. Zamorski. Podkreślił w nim zasługi ZLN w opracowaniu konstytucji. Sam wstęp do tej ustawy zaczynający się słowami „W imię Boga - Wszechmogącego” oraz rota przysięgi, jak ą miał składać prezydent Rzeczpospolitej, stanowiła dzieło posła ks. Lutosławskiego.
ZLN postulował utworzenie Senatu. Argumentował to tym, że dotychczas Sejm stworzył ogromną ilość ustaw, które są nie wykonywane bądź niemożliwe do wykonania i są uchwalane najczęściej przypadkową większością. Powstanie Senatu dałoby możliwość dłuższego rozpatrywania ustaw, a tym samym istniałaby możliwość dostrzeżenia licznych błędów. Na potwierdzenie niekorzystnej dla Polski sytuacji spowodowanej brakiem Senatu poseł przytoczył wypowiedzi cudzoziemców: „W Polsce jest ustawa po to, aby ludzie wiedzieli co mają przekraczać, do czego się nie stosować”. Według ZLN rząd powinien zabezpieczyć bezpieczeństwo, wykonywać sądy, ściągać podatki, „ale nie wtrącać się i brać na siebie funkcje gospodarcze, wytwarzanie dóbr i ich obieg, bo do tego nie ma zdolności i prawa”. Urząd aprowizacyjny to źródło łapownictwa i korupcji. Zgodnie z przyjętą uchwałą w Sejmie urząd ten ma być zniesiony oraz ma nastąpić wolny handel. Zdaniem J. Zamorskiego wolny handel powinien objąć wszystkie produkty, a tymczasem sól, nafta, tytoń i skóry surowe nie zostały nim objęte. W kwestii polityki zagranicznej - referował - ZLN poparł sojusz z Francją i Rumunią, do których jego zdaniem powinno było już dawno dojść.
Na zakończenie Zjazdu K. Wierczak przedstawił stan organizacyjny ZLN w całej Polsce. Z referatu tego wynikało, że ugrupowanie coraz bardziej się rozrasta. Omówił także projekt nowego statutu Związku. 
Po referatach i przeprowadzonej dyskusji Zjazd uchwalił rezolucje mówiące o:
1. Zniesieniu wszystkich ograniczeń powstrzymujących rozwój pracy i wytwórczości, wprowadzeniu wolnego handlu wewnątrz kraju i skutecznym powstrzymywaniu wywozu niezbędnych środków żywności, a także usunięciu przeszkód hamujących handel zagraniczny.
2. Poparciu powrotu z zagranicy do kraju Polaków posiadających kapitał i doświadczenie gospodarcze.
3. Zniesieniu niepotrzebnych urzędów, zmniejszeniu nadmiernej liczby urzędników i służby państwowej, uporządkowaniu wydatków na wojsko i ścisłej kontroli Sejmu nad wydatkami państwowymi.
4. Podniesieniu dochodów skarbowych do przedwojennej normy (rozchody pokrywane dochodami) i zapobiegnięciu ciągłemu spadkowi marki przez ich dodrukowywanie.
5. Usunięciu utrudnień dla kupna ziemi, ustaleniu wydatnej pomocy państwa dla parcelacji, powiększaniu gospodarstw włościańskich i kolonizacji wschodnich województw głównie przez żołnierzy i małorolnych.
6. Poparciu polskiego chrześcijańskiego handlu, przemysłu i rzemiosł.
7. Usunięciu strajków przez wprowadzenie obowiązujących zbiorowych umów robotników i pracowników, obowiązkowych komisji rozjemczych, ułatwieniu udziału robotników w zyskach przedsiębiorstw, w których pracują.
8. Oparciu się Polski o szeroki samorząd gminny, powiatowy i wojewódzki, a nie pozostawienie wszystkich spraw w ministerstwach i stolicy państwa.
9. Ustaleniu odpowiedzialności przed Sejmem naczelnych władz wojskowych, dzięki czemu armia służyłaby wyłącznie do obrony państwa, a nie prowadzenia polityki.
10. Gruntownej naprawie polityki zagranicznej przez: bronienie praw Polski do Śląska i Ziemi Wileńskiej, nie mieszanie się do wewnętrznych spraw innych narodów, nie podejmowanie niebezpiecznych i ryzykownych prób sztucznego tworzenia innych państw, bezpieczeństwo i przyszłość oparta o dobre stosunki z innymi narodami, a przede wszystkim z Francją oraz tymi, które do ustalenia i trwałego pokoju dążą.
11. oparciu polityki na trwałej podstawie moralności chrześcijańskiej.

Postanowiono ponadto, że przyszłość kraju nie może spoczywać tylko w rękach rządu i władz państwowych, lecz także w narodzie. Podkreślono również, że ustawy i zarządzenia państwowe nie powinny krępować rozwoju stowarzyszeń prywatnych, poddawać ich pod niepotrzebną i szkodliwą komendę rządową, czynić z nich narzędzie rządów partyjnych.

### IV Zjazd[6]
Ostatni Zjazd Związku Ludowo-Narodowego odbył się 26 października 1924r. w Warszawie. Wzięło w nim udział ponad 7000 ludzi. 
Pierwszy referat wygłosił S. Kozicki. W swoim referacie szczególnie ostrzegał przed Niemcami, które nie chcą pogodzić się z utraceniem Pomorza, Wielkopolski, części Śląska, a także Alzacji i Lotaryngii. Niemcy dążą - kontynuował S. Kozicki - na nowo do zapanowania nad światem, dlatego Polska nie powinna tego lekceważyć. Na potwierdzenie referent omówił zdobycze Niemiec na arenie międzynarodowej. Wyraził przekonanie, że na państwie polskim spoczywa obowiązek prowadzenia polityki zabezpieczającej jego byt. Należy dążyć do sojuszu z państwami, które szczególnie zainteresowane są ustanowionym traktatem wersalskim, a więc z Francją, Rumunią i Czechosłowacją.
Sprawy polityki wewnętrznej szeroko omówił poseł S. Głąbiński. Mówił on o zmianach w Konstytucji i ordynacji wyborczej które by spowodowały stabilne rządy z polską większością w Sejmie. Proponował też zrównanie w prawach Senatu z Sejmem, zwiększenie uprawnienia prezydenta i podwyższenie wieku czynnego i biernego, ograniczenie immunitetu posła i zmniejszeniu ilości posłów.
Ostatni referat- O polityce gospodarczej- wygłosił prof. Roman Rybarski. Według niego Niemcy posiadają olbrzymią siłę, co spowodowane zostało poprawieniem ich położenia gospodarczego w świecie, gdy tymczasem w Polsce nie uległo ono zmianie od kilku miesięcy. Coraz więcej sprowadzano obcych towarów, które można byłoby wyprodukować w Polsce. Tym bardziej, że pod każdym względem państwu zagrażała konkurencja zagraniczna. Zdaniem referenta wyjście z tej sytuacji wiązało się ze wzmożeniem wytwórczości, pracy w większym wymiarze i bardziej efektywnej oraz wprowadzeniem znacznych oszczędności. Referent podkreślił brak współdziałania robotnika i przedsiębiorcy. Robotnik w Polsce powinien mieć prawo pracować na akord. Konieczne byłoby, aby polityka państwowa sprzyjała gromadzeniu oszczędności, gdyż wielkie kapitały powstają z drobnych oszczędności, a z kolei tą drogą można wzmóc kredyt wewnętrzny. R. Rybarski uważał, że należy zmienić cały szereg urządzeń państwowych, obciążających produkcję np. Kasy Chorych oraz system podatkowy, w którym podatki na rzecz państwa będą rozłożone sprawiedliwie i płacone w pewnych określonych terminach.
Po tym referacie przerwano obrany, żeby wziąć udział w pogrzebie Henryka Sienkiewicza. Po przerwie swoją mowę wygłosił Roman Dmowski.
Mówił on o zadaniach ludzi tego obozu, o tym by wysoko nieść sztandar Polski. Wskazywał, że te kraje które są silne, gdzie ludzie uczciwi są silniejsi od łotrów, o tym żeby zmusić ludzi którzy za nic mają Polskę, którzy jej nie kochali, żeby jej się bali. Na zakończeniu swojej mowy zwracał uwagę na to, że trzeba kroczyć śmiało ze swym sztandarem i zwracał się do młodych, żeby szli w pierwszy ogień pracy.
Na tym Zjeździe uchwalono rezolucje o polityce zagranicznej:
1. Wszelki zamach na całość terytorialną państwa Polskiego równoznaczny będzie z zamachem na pokojowe współżycie narodów.
2. Równowaga polityczna w świecie możliwa będzie przez sojusze i porozumienie Polski przede wszystkim z państwami, przeciwko którym skierowane zostały dążenia do zburzenia ustroju terytorialnego, ustalonego przez traktat wersalski.
3. W przyszłości Polska może zostać stróżem pokoju i obrońcą swego terytorium i swych praw pod warunkiem stania się państwem silnym, mającym odpowiednie wojsko, zasobny skarb, uporządkowane stosunki gospodarcze, odpowiedni ustrój polityczny i silny rząd.

O polityce wewnętrznej:
1. Naprawa konstytucji poprzez rozszerzenie ustroju władzy prawodawczej oraz wzmocnienie siły i ciągłości naczelnej władzy wykonawczej:

- Zmiana roli Sejmu poprzez utworzenie dwóch „zasadniczo równorzędnych izb: poselskiej i senatorskiej, wybieranych na zasadach demokratycznych
- Przyznanie prezydentowi Rzeczpospolitej prawa do rozwiązywania sejmu oraz „odwołania się do wyborców w przypadkach zasadniczych przeciwieństw, ze względu na dobro państwa.
- Wprowadzenie nowej granicy wieku w prawie wyborczym: czynnym od ukończenia 25 lat i biernym od ukończenia 30 lat.
- Ograniczenie nietykalności poselskiej tylko do czasu trwania sesji sejmowej z wyłączeniem ochrony przypadków schwytania posła na gorącym uczynku zbrodni bądź na knowaniach i podżeganiach antypaństwowych.
- utworzenie Trybunału Konstytucyjnego, który równocześnie objąłby zadania Trybunału Kompetencyjnego.

2. Zmiana ordynacji wyborczej do Sejmu i Senatu, przede wszystkim ograniczenie liczby posłów sejmowych oraz „zapewnienie wyborcom posłów polskich w okręgach nie mających większości polskiej ludności.
3. Oparcie polityki państwa polskiego na zasadzie jedności państwa narodu polskiego, prawa Polaków miały być ograniczone na rzecz innych narodowości.
4. Przestrzeganie w polityce wewnętrznej zasady praworządności, która zapewnić może władzy państwowej poważanie i zaufanie ludności, natomiast obywateli zabezpiecza przed w szelką samowolą i naruszeniem prawa.
5. Zasada jedności państwa narodu polskiego i zasada praworządności w szczególności powinny być stosowane w województwach kresowych.
W Polityce gospodarczej uchwalono:
1. Wzmożenie produkcji ze szczególnym zwróceniem uwagi na rolnictwo, które mogłoby dostarczyć nadwyżki płodów i produktów rolnych przemysłu rolnego, co stanowi podstawę bilansu handlowego, stąd pojawiła się konieczność poparcia akcji melioracyjnej, komasacyjnej i osadniczej, zorganizowanie państwowego kredytu rolnego.
2. Zainteresowanie pracownika w większej wydajności jego pracy przez wprowadzenie akordu i premii.
3. Usunięcie przeszkód ustawowych i administracyjnych nie pozwalających przedłużać czasu pracy na podstawie dobrowolnego porozumienia się przedsiębiorców i robotników.
4. Obniżenie kosztów produkcji przez przedsiębiorców (poprzestawanie na mniejszym zysku), ulepszenie metod produkcyjnych i organizacji handlowej oraz przeprowadzenie jak najściślejszej oszczędności w kosztach kierownictwa.
5. Ze względu na brak kredytu i nadmierną jego drożyznę: umożliwienie dopływu kapitału obcego, zabezpieczenie dopływu rodzimego kapitału do produkcji przez rozbudzenie zmysłu oszczędności oraz powstrzymanie ludności od nadmiernej konsumpcji, obniżenie kosztów pośrednictwa bankowego przez redukcję nadmiernej ilości instytucji bankowych, podniesienie zaufania społeczeństwa do spółek oraz towarzystw przemysłowych i handlowych.
6. Przeprowadzenia reformy podatku obrotowego, który nie opłacany przez mniej uczciwych obywateli kraju spowodował drożyznę, uproszczenie całego systemu podatkowego przez uporządkowanie podatków komunalnych oraz wprowadzenie stałych i pewnych terminów płatności, przeprowadzenie reformy systemu ubezpieczeń na wypadek choroby, nakładający nadmierne ciężary na przedsiębiorcę i robotnika.

Wyrażano przekonania, iż społeczeństwo ma prawo oczekiwać od rządu bardziej skutecznej inicjatywy w sprawie usunięcia obecnego zastoju gospodarczego oraz pociąganie do niezbędnych ofiar wszystkich warstw społeczeństwa.